# Shadow of the Beast II
A Shadow of the Beast II (röviden: Beast II vagy SotB2) egy platformjáték, melyet a Reflections Interactive fejlesztett és a Psygnosis adott ki 1990-ben Amigára. A játékot a következő években portolták más platformokra is.

## Háttértörténet
"Zelek, a varázsló éktelen haragra gerjedt, amikor szörnnyé változtatott kedvence (azaz a játékos) megszökött tőle és visszaváltozott emberré." Ezután sárkánybőrbe bújva elrabolta a játékos kishúgát, akiből ugyanúgy szörnyet csinált, mint a játékosból az első részben. A rabot pedig átadta a Beast Lordnak, Maletoth-nak. A cél tehát az elrabolt, átváltoztatott és fogva tartott kishúgot megtalálni.

## Játékmenet
A Shadow of the Beast II egy balról jobbra parallax technikával szkrollozó akció platformjáték. A játékos "leginkább egy neandervölgyi ősemberre hasonlító", egyébként szépen kidolgozott animációjú karaktert irányít. A programozók rendkívül nehéz játszhatóságot terveztek, így "gyakorlatilag a játékon örökélet nélkül végigmenni lehetetlen."
Az "A" gomb lenyomására egyszavas kérdéseket lehet feltenni a többi szereplőnek, melynek révén sok hasznos információhoz lehet hozzájutni. Az "O" hatására egy a főhősnél lévő tárgyat lehet felajánlani, az "S"-sel pedig a pontszám és a pénz tekinthető meg. F1-től F4-es funkciógombokkal lehet váltani a játékosnál lévő tárgyak között. Fontos, hogy a játékos a pályákon található összes pénzt szedje össze, mert ennek fontos szerepe lesz a későbbiekben.

## Fogadtatás
| Szerző                              | Értékelés        |
| ----------------------------------- | ---------------- |
| 576 KByte                           | 84% (Amiga)      |
| ACE                                 | 61% (Amiga)      |
| CVG                                 | 59% (Amiga)      |
| Mean Machines Sega                  | 58% (Mega Drive) |
| ST Action                           | 75% (Atari ST)   |
| VideoGames & Computer Entertainment | 80% (Sega CD)    |
| Moby Score                          | 6,9              |

| Szerző                 | Díj                                     |
| ---------------------- | --------------------------------------- |
| Golden Joystick Awards | Best Graphics of the Year 1990 (16-bit) |

Az 576 KByte magazin 1991. évi első számában készített játékleírást és értékelést a játékról. Az első részhez képest "a Beast II-t már sikerült tartalmilag többet érőre csinálniuk, a játék sokkal több kalandelemet tartalmaz" és ugyan "grafikailag jobb a nagy átlagnál, de még így is rosszabb, mint elődje."- írták.
Az Advanced Computer Entertainment (ACE) magazin részben hasonló, de még sarkosabb véleményt fogalmazott meg: "Azt kell mondjuk végső konklúzióként, hogy a Beast 2 hibái lényegesen meghaladják a jó oldalait. Teljes rejtély számomra, hogyan képesek máshol ennyire magasztalni. Vagy más játszotta végig nekik a játékot vagy csalás segítségével tették, vagy egyszerűen csak kedvelik a lehetetlen kihívásokat. Én nem. Nagyra becsülöm a program technikai színvonalát, de jobban örültem volna egy jó játéknak inkább."
A londoni Kensington Roof Gardens-ben 1991. április 4-én megrendezett ünnepségen a Shadow of the Beast II-t választották meg 1990 legjobb grafikájú videójátékának a 16-bites számítógépek kategóriájában.